# Xã Rudd, Quận Floyd, Iowa
Xã Rudd (tiếng Anh: Rudd Township) là một xã thuộc quận Floyd, tiểu bang Iowa, Hoa Kỳ. Năm 2010, dân số của xã này là 593 người.